# Serge Sautreau
Serge Sautreau est un poète français, né le 16 octobre 1943 à Mailly-la-Ville dans l'Yonne, et mort le 18 mars 2010  à Bort-les-Orgues en Corrèze.

## Biographie
Cofondateur de la revue Nulle Part, Serge Sautreau a créé avec Jean-Christophe Bailly la revue Fin de siècle et la Collection Froide aux Éditions Seghers puis chez Christian Bourgois.
Il était l'arrière petit fils du communard Zéphirin Camélinat.
Il a traduit des textes d'Adonis et de Sayd Bahodine Majrouh.

## Publications
- Aisha (avec André Velter), Paris, Gallimard, 1966
- Eloge de l'indifférence, in De la déception pure, manifeste froid (avec Jean-Christophe Bailly, Yves Buin et André Velter), Paris, 10/18, 1973
- L'Autre page, Paris, Éditions Seghers, 1973
- Paris, le 4 novembre 1973, Paris, Éditions étrangères, 1974
- Conte rouge pour Paloma (avec André Velter), lithographies de Paul Rebeyrolle, Maeght, 1975
- Hors, Paris, Christian Bourgois, 1976
- Le Gai Désastre, Paris, Christian Bourgois, 1980 ; Éditions impeccables, 2012
- Abalochas, Paris, Pierre Bordas, 1981
- Alors, Les Cahiers des Brisants, 1986
- La Séance des 71, Paris, Gallimard, 2000
- Le Sel de l'Eden, Paris, Au Passe-Montagne, 2000
- Après vous mon cher Goetz, Mont-de-Marsan, L'Atelier des Brisants, 2001
- Les naufrages, histoires et rituels, Paris, Hermé, 2003
- Nicoléon, Mont-de-Marsan, L'Atelier des Brisants, 2005
- L'Antagonie. Journal 2007-2008, Paris, Gallimard, 2011
- La Filière Esquiros, Falaise, Éditions impeccables, 2012